# Morton, Illinois
Morton är en ort (village) i Tazewell County, i delstaten Illinois, USA. Enligt United States Census Bureau har orten en folkmängd på 16 300 invånare (2011) och en landarea på 33,5 km².